# Cuima
Cuima – miasto w Angoli, w prowincji Huambo.